# Georges Rouget
Georges Rouget (París, 26 de agosto de 1783-Ib., 9 de abril de 1869) fue un pintor neoclásico francés.

## Trayectoria

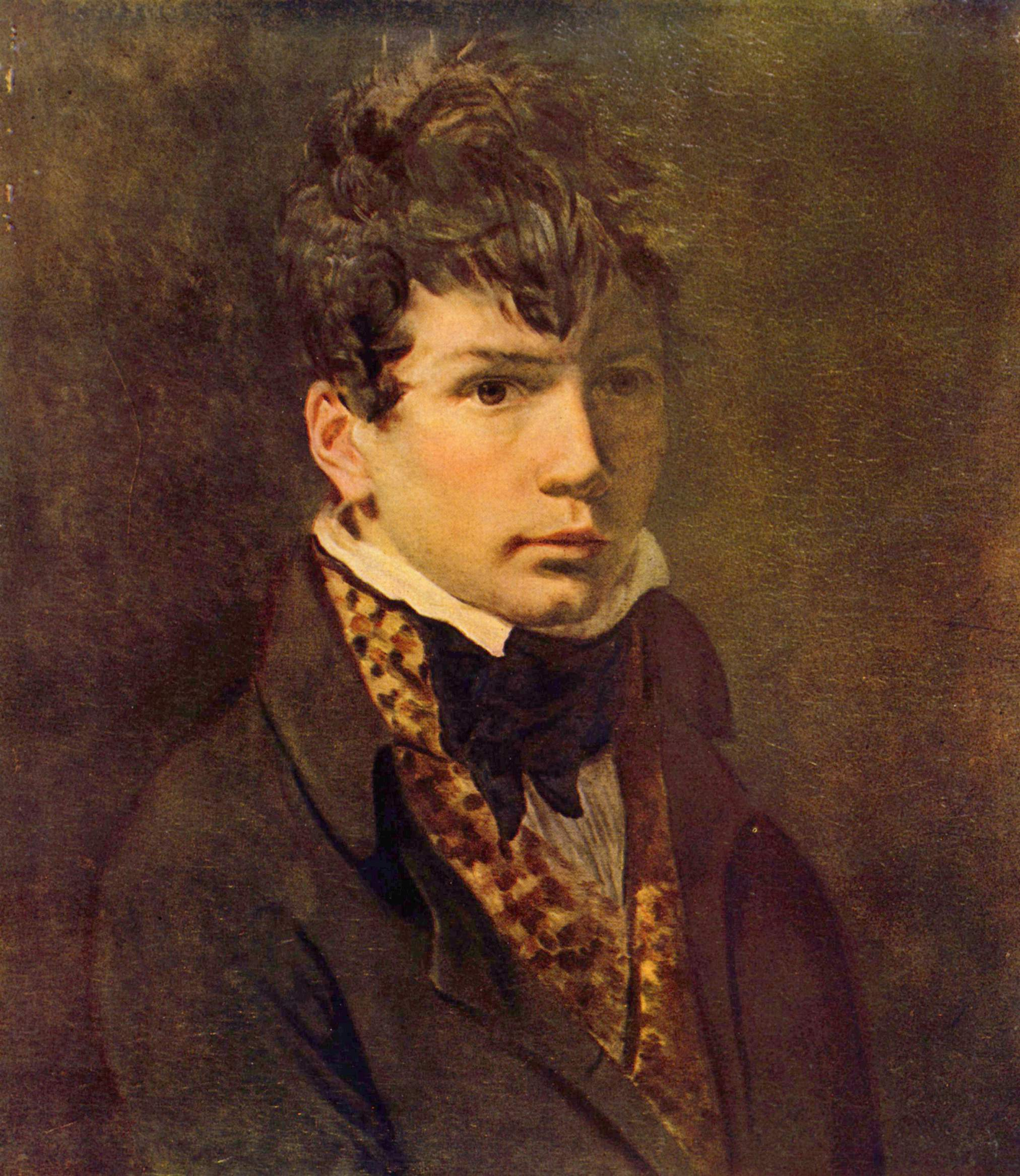
Retrato pintado por David hacia 1800. Recientemente se ha indicado que podría tratarse de Rouget, aunque otras fuentes afirman que podría tratarse de Ingres.

Después de estudiar en la Escuela de Bellas Artes de París, Rouget entró al estudio David en 1797 y rápidamente se hizo su discípulo favorito.
Rouget trabajó como ayudante en el estudio hasta que David fue exiliado a Bruselas en 1815. Durante este tiempo, Rouget colaboró en la creación de cuadros como Napoleón cruzando los Alpes, La consagración de Napoleón o Leónidas en las Termópilas. Obtuvo el segundo lugar en el concurso para el Premio de Roma en 1803 (el ganador ese año fue Merry-Joseph Blondel).
Rouget produjo varios lienzos para el Primer Imperio francés y para los Bonaparte, como El casamiento de Napoleón con María Luisa en 1810. Muchos de sus trabajos fueron expuestos en la apertura del museo del Palacio de Versalles en 1837.

## Obras

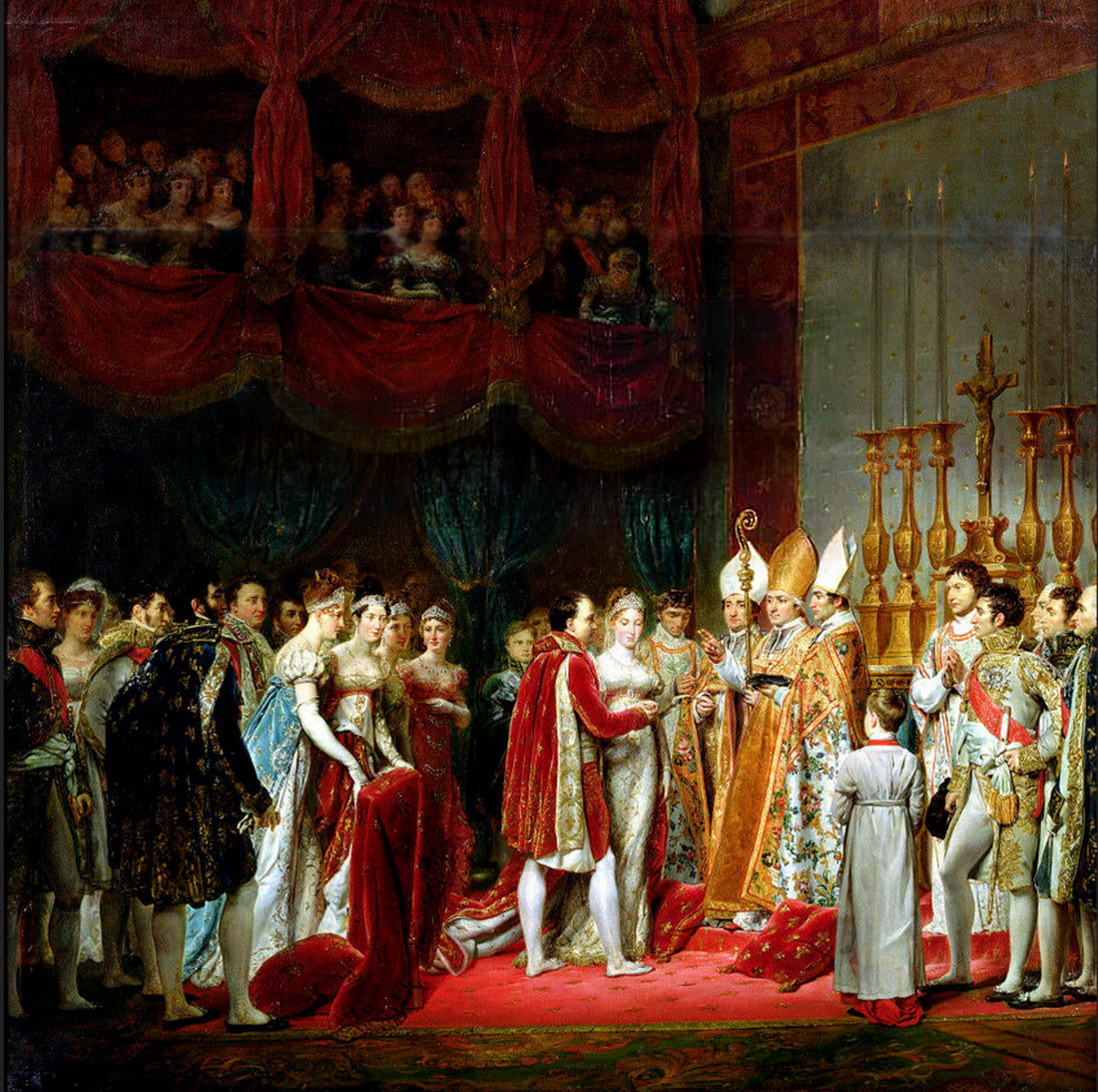
El casamiento de Napoleón y María Luisa (1810)
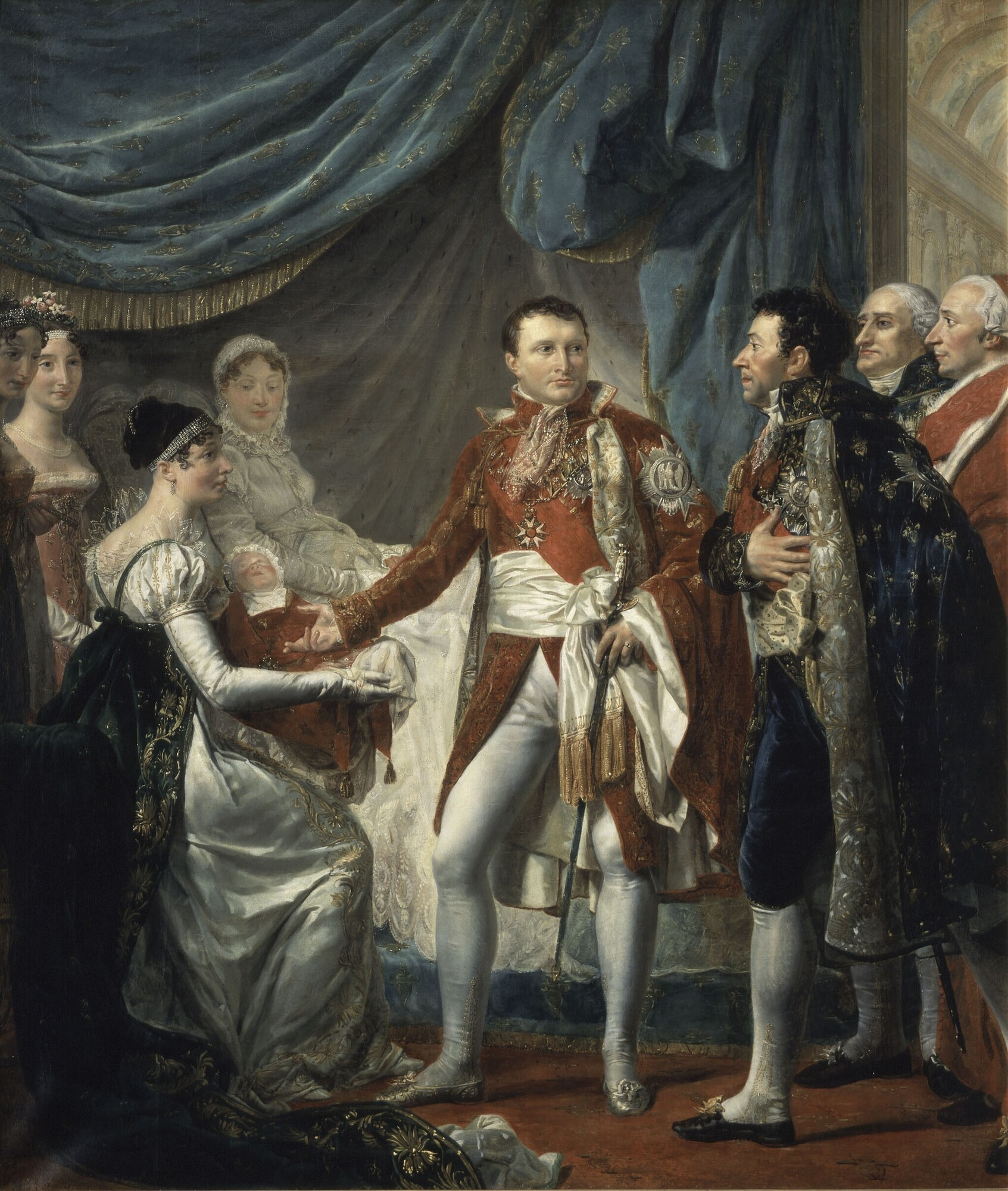
Napoleón I les presenta al rey de Roma a los dignatarios del Imperio (1812)
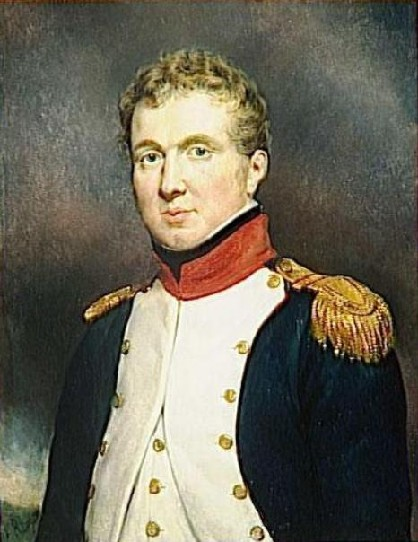
Retrato de Claude Victor-Perrin (1835)